# Майстренко, Владимир Александрович
Владимир Александрович Майстренко (25 февраля 1935, Ромны — 5 ноября 2021, Саратов) — советский и российский военный и общественный деятель, основатель и директор Музея космонавтики имени Г. С. Титова Производственного объединения «Корпус», полковник в отставке (1991), Заслуженный испытатель космической техники (2003).

## Биография
Родился 25 февраля 1935 года в городе Ромны Сумской области.
- 1953 год — окончил 10 классов средней школы. Во время учёбы в школе занимался в аэроклубе.
- 1953 год — 1956 год — учёба в Харьковском авиационном училище.
- 1956 год — участие в подавлении Венгерского восстания. Получил ранение. После служил во Львове, в Харькове, а затем был переведен в Саратовское артиллерийское техническое училище в должности командира взвода.
- 1961 год — 1999 год — служба в представительстве Министерства обороны на Производственном объединении «Корпус» от рядового сотрудника до первого заместителя начальника представительства.
- 1965 год — окончил Рижское высшее командно-инженерное училище им. Бирюзова С. С. по специальности «конструкция ракет-носителей и двигателей к ним». К 1965 году совершил более 100 прыжков с парашютом.
- 1967 год — окончил высшие академические курсы при Военной инженерной академии им. Можайского А. Ф. по специальности «системы управления ракет-носителей и ориентация космических кораблей и станций».
- 1966 год — принимал участие в 4-м наборе в отряд ЦПК ВВС. Успешно прошел медицинское обследование, конкурсный отбор и был зачислен кандидатом в отряд космонавтов от ракетных войск стратегического назначения. Однако непосредственно в отряд космонавтов зачислен не был из-за ранения, полученного во время службы в Венгрии.
- С 1999 года — директор Музея космонавтики им. Г. С. Титова Производственного объединения «Корпус».

Вёл активную общественную работу. Член Федерации космонавтики России и Саратовского регионального отделения Союза машиностроителей России. Имеет ряд публикаций по истории отечественной космонавтики.
Умер 5 ноября 2021 года в Саратове.

## Публикации
- Майстренко В. А., Нахов С. Ф. Через тернии к звёздам / ред. С. Ф. Нахов. — Саратов: Приволжское книжное издательство, 2011. — 376 с. — 2000 экз. — ISBN 978-5-91369-050-0.
- Майстренко В. А. Юрий Гагарин. Полёт продолжается: история отечественной космонавтики. Зачем мы летали в космос. — Саратов: Эль-Принт, 2013. — 356 с. — ISBN 978-5-91818-106-5.

## Награды
- Медаль Жукова
- Медаль «Ветеран труда»
- Медаль «Ветеран Вооружённых Сил СССР»
- Медаль «За заслуги в проведении Всероссийской переписи населения»
- Медали «За безупречную службу» I, II и III степени
- Юбилейная медаль «40 лет Вооружённых Сил СССР»
- Юбилейная медаль «50 лет Вооружённых Сил СССР»
- Юбилейная медаль «60 лет Вооружённых Сил СССР»
- Юбилейная медаль «70 лет Вооружённых Сил СССР»
- Юбилейная медаль «Двадцать лет Победы в Великой Отечественной войне 1941—1945 гг.»
- Юбилейная медаль «Тридцать лет Победы в Великой Отечественной войне 1941—1945 гг.»
- Юбилейная медаль «Сорок лет Победы в Великой Отечественной войне 1941—1945 гг.»
- Юбилейная медаль «50 лет Победы в Великой Отечественной войне 1941—1945 гг.»
- Нагрудный знак «Воину-интернационалисту»
- Нагрудный знак классной квалификации «Военный летчик 1-го класса»
- Памятная медаль «Патриот России»
- Почётный знак Губернатора Саратовской области «За любовь к родной земле»
- Юбилейный нагрудный знак Губернатора Саратовской области «В ознаменование 80-летия образования Саратовской области»[4]

Общественные награды
- Почётное звание ФКР «Заслуженный испытатель космической техники» (2003)
- Медали Федерации космонавтики России

### Биография
- Космическая энциклопедия — Майстренко Владимир Александрович. astronaut.ru. Дата обращения: 10 октября 2020.
- Директору Музея космонавтики имени Г. С. Титова В. А. Майстренко исполняется 80 лет. soyuzmash.ru. Дата обращения: 10 октября 2020.
- Директору Музея космонавтики сегодня исполняется 80 лет. saratov-news.net. Дата обращения: 10 октября 2020.
- Майстренко, Владимир Александрович // Кто есть кто в Саратовской области

### Интервью
- Владимир Майстренко: «Полеты в космос — это не только информационный повод для СМИ…» delovoysaratov.ru. Дата обращения: 10 октября 2020.
- Космонавтика для Саратовской области имеет особое значение // ИА «Взгляд-Инфо»